# نولان ريتشاردسون
نولان ريتشاردسون (27 ديسمبر 1941 بإل باسو في الولايات المتحدة - ) (بالإنجليزية: Nolan Richardson) هو مدرب كرة سلة ولاعب كرة سلة أمريكي في مركز هجوم صغير الجسم. لعب مع UTEP Miners ‏.

## وصلات خارجية
- نولان ريتشاردسون على موقع كلية كرة السلة في سبورتس رفرنس.كوم (الإنجليزية)
- نولان ريتشاردسون على موقع قاعة المشاهير الجامعة الوطنية لكرة السلة (الإنجليزية)
- نولان ريتشاردسون على موقع سبورتس رفرنس (الإنجليزية)
- نولان ريتشاردسون على موقع كلية كرة السلة في سبورتس رفرنس.كوم (الإنجليزية)